# جشمة بهن دشت روم (دشت روم)
جشمة بهن دشت روم (بالفارسية: چشمه پهن دشت روم) هي قرية تقع في إيران في قسم دشت روم الريفي. يقدر عدد سكانها بـ 161 نسمة بحسب إحصاء 2016.